# Depi Jewratessil 2025
Unter dem Titel Depi Jewratessil 2025 (armenisch Դեպի Եվրատեսիլ, englisch Depi Evratesil) fand am 16. Februar 2025 der armenische Vorentscheid zum Eurovision Song Contest 2025 in Basel (Schweiz) statt. Es gewann PARG mit dem Lied Survivor.

## Format

### Konzept
Am 30. November 2024 wurde angekündigt, dass ARMTV, der öffentlich-rechtliche Rundfunk Armeniens, am Eurovision Song Contest 2025 teilnehmen werde. Gleichzeitig wurde bekannt, dass zum ersten Mal seit 2020 die Sendung Depi Jewratessil als nationaler Vorentscheid genutzt werden wird.
Am 2. Februar 2025 wurden Details zum Vorentscheid bekanntgegeben. So sollte er am 16. Februar 2025 im Karen Demirtschjan Complex in Jerewan stattfinden. Der Gewinner wird über ein reines SMS-Voting bestimmt.

### Beitragswahl
Zwischen dem 6. Dezember 2024 und dem 10. Januar 2025 konnten Beiträge bei ARMTV eingereicht werden. Voraussetzung war dabei, dass der Interpret armenischer Staatsbürger bzw. armenischer Abstammung ist. Pro Künstler durfte nur ein Beitrag eingereicht werden. Nach dem Ende der Beitragsfrist fand eine nicht öffentliche Auditionsrunde statt, in der ARMTV die Beiträge für den Vorentscheid auswählte.

### Jury
Die Jurys bestanden aus folgenden Mitgliedern:
| Armenien            | Armenien                                     | International        | International                                                   |
| Name                | Bemerkung                                    | Name                 | Bemerkung                                                       |
| ------------------- | -------------------------------------------- | -------------------- | --------------------------------------------------------------- |
| Hovhannes Movsisyan | Geschäftsführer von ARMTV                    | Stefano Karakocci    | Leiter der Künstlerförderung bei Sony Music Entertainment Italy |
| Tigran Virabyan     | Stellvertretender Geschäftsführer von ARMTV  | Alexandra Rede Amiel | Französische Delegationsleiterin beim ESC                       |
| David Babakhanyan   | Generaldirektor der Produktionsfirma Armenia | Sergio Jaén          | Staging Director                                                |
| Aram Sukiasyan      | Vorstandsmitglied von ARMTV                  | Felix Bergsson       | Isländischer Delegationsleiter beim ESC                         |
| Artur Yezekyan      | Präsident der Produktionsfirma Shant         | Nicoline Refsing     | Staging Director                                                |
| David Tserunyan     | Armenischer Delegationsleiter beim ESC       | Natia Mshvenieradze  | Georgische Delegationsleiterin beim ESC                         |
| Anush Ter-Ghukasyan | Musikproduzentin bei ARMTV                   | Julien Gutierrez     | Regisseur                                                       |

## Teilnehmer
Die Teilnehmer wurden am 6. Februar 2025 bekanntgegeben. Athena Manoukian nahm bereits 2020 am Wettbewerb teil und konnte diesen sogar gewinnen. Anahit Adamyan vertrat Armenien beim Junior Eurovision Song Contest 2016. Die Wettbewerbslieder wurden am 9. Februar 2025 veröffentlicht.

## Finale
| Platz | Startnr. | Interpret                 | Lied Musik (M) und Text (T)                                                                                           | Sprache             | Übersetzung (inoffiziell) | Jury          | Jury     | Televoting | Televoting | Gesamt |
| Platz | Startnr. | Interpret                 | Lied Musik (M) und Text (T)                                                                                           | Sprache             | Übersetzung (inoffiziell) | International | Armenien | Stimmen    | Punkte     | Gesamt |
| ----- | -------- | ------------------------- | --- | ------------------- | ------------------------- | ------------- | -------- | ---------- | ---------- | ------ |
| 1     | 1        | PARG                      | Survivor M/T: PARG, Armen Paul, Alex Wilke, Thomas G:Son, Benji Alasu, Joshua Curran, Martin Mooradian, Eva Voskanian | Englisch            | Überlebender              | 62            | 68       | 7.087      | 84         | 214    |
| 2     | 5        | Simon                     | AY PAPAREY BYE M/T: Lilit Navasardyan, Nare Navasardyan                                                               | Englisch            | –                         | 76            | 72       | 4.337      | 49         | 197    |
| 3     | 12       | Athena Manoukian          | DaQueenation M/T: Athena Manoukian, DJ Paco                                                                           | Englisch            | –                         | 60            | 62       | 5.062      | 70         | 192    |
| 4     | 9        | Anahit Hakobyan & Gasoiia | Wild M/T: Tokionine, Maya Sinanyan, Gasoiia                                                                           | Englisch            | –                         | 25            | 34       | 4.969      | 56         | 115    |
| 5     | 3        | Anahit Adamyan            | Tiny Little Boo M/T: Nick Egibyan, Boris Adamyan                                                                      | Englisch            | Winzig kleiner Boo        | 32            | 29       | 2.271      | 35         | 96     |
| 6     | 4        | MELS                      | Losing M/T: Robert Koloyan, Arthur Armeni, Tokionine                                                                  | Englisch            | Verloren                  | 25            | 38       | 2.006      | 28         | 91     |
| 7     | 7        | Gevorg Harutyunyan        | Hey Man M/T: Lilit Navasardyan, Lilit Bleyan, Nare Navasardyan, Eva Voskanyan, Gevorg Harutyunyan                     | Englisch            | Hey Mann                  | 20            | 16       | 2.850      | 42         | 78     |
| 8     | 6        | Flora Bichakhchyan        | Prayer M/T: Flora Bichakhchyan                                                                                        | Englisch, Armenisch | Gebet                     | 32            | 22       | 1.697      | 21         | 75     |
| 9     | 10       | Arsen feat. Kamil         | Will You Marry Me? M/T: Vahram Petrosyan, Mariam Shahinyan                                                            | Englisch            | Wirst du mich heiraten?   | 11            | 24       | 905        | 7          | 42     |
| 9     | 11       | Milena Mirijanyan         | Romantic Net M/T: Nick Egibyan                                                                                        | Englisch            | Romantisches Netz         | 19            | 9        | 1.302      | 14         | 42     |
| 11    | 8        | Altsight                  | Dare to Dream M/T: Sargis Burnazyan                                                                                   | Englisch            | Traue dich zum träumen    | 29            | 12       | 263        | 0          | 41     |
| 12    | 2        | Sevagir                   | Falling M/T: Em Kalmukhyan                                                                                            | Englisch            | Fallen                    | 15            | 20       | 553        | 0          | 35     |